# Кратерско језеро
Кратерско језеро, такође и вулканско језеро, је тектонско језеро које се формира у вулканском кратеру или калдери, због чега је њихова површина углавном кружног облика. Атмосферске падавине испуњавају кратер вулкана и формирају језеро, све док се не достигне равнотежа између капацитета воде који доспева и капацитета воде који се губи као последица испаравања, подземне дренаже, а такође је могуће и површинско истицање ако језеро испуни кратер до најниже тачке литице. Кратерска језера прекривају активна гротла вулкана и често се називају вулканска језера. Вода у њима је типично кисела, засићена вулканским гасовима и мутна са јако зеленом бојом. Језера лоцирана у угашеним вулканима имају слатку и бистру воду. Бистрина воде је изразита због тога што та језера немају потоке који у њих утичу и доносе таложне наслаге.
Светски познато кратерско језеро је Кратерско језеро у Орегону, Сједињене Америчке Државе. Оно се налази у кратеру планине Мазама (енгл. Mount Mazama), и то је најдубље језеро у САД са дубином од 594 m. Кратерско језеро се пуни кишом и снегом, нема других прилива воде, а такође ни истицања са површине, и из тог разлога има бистрију воду од било ког језера на свету.
Ојос дел Салдо (енгл. Ojos del Saldo), највиши вулкан на свету (6.893 m), има стално кратерско језеро са око 100 m у пречнику, на висини од 6.390 m на источној страни. Ово је највероватније највише кратерско језеро у свету.
Услед њихове нестабилне околине, нека кратерска језера постоје само повремено, док друга кратерска језера могу, сасвим супротно, бити велика и дуготрајна; на пример, Тоба језеро (енгл. Lake Toba) се формирало после ерупције пре више од 70.000 година и има површину од преко 1.000 km².
Док је већина кратерских језера сликовита и живописна, нека такође могу бити и смртоносна. Истицање гаса из Њос језера (енгл. Lake Nyos) угушило је 1986. године 1.800 људи.
Вулканских језера има много у Јапану, Индонезији, на Исланду, у Италији, Француској и Немачкој, где их називају „мар”.
Овом типу језера припадају и она која настају преграђивањем речне долине лавом. Највеће такво језеро је Викторијино (Укреве). На овај начин настала су језера Севан (Гокча) у Јерменији, Ејда код Клермон Ферана у Француској итд.